# José Arija
José Arija Saiz (f. 1920) fue un dibujante, ilustrador, artista decorativo y grabador español.

## Biografía
Arija, discípulo de Arturo Mélida, trabajó para la revista Blanco y Negro, incluidos sus Almanaques.
Destacó en el dibujo a pluma y fue grabador en la Casa de la Moneda y profesor en la Escuela de Artes y Oficios de Madrid. Obtuvo medalla de oro en la sección de Arte decorativo de la Exposición Nacional de Bellas Artes de 1904. Estuvo vinculado al modernismo y fue el autor, a finales del siglo XIX, de una serie de decorados en el interior del actual edificio ABC Serrano, además a comienzos del siglo XX, de la decoración del Teatro Japonés. También ilustró libros, como la portada de la edición en castellano de Canigó (1898).
Falleció en Madrid el 22 de enero de 1920.

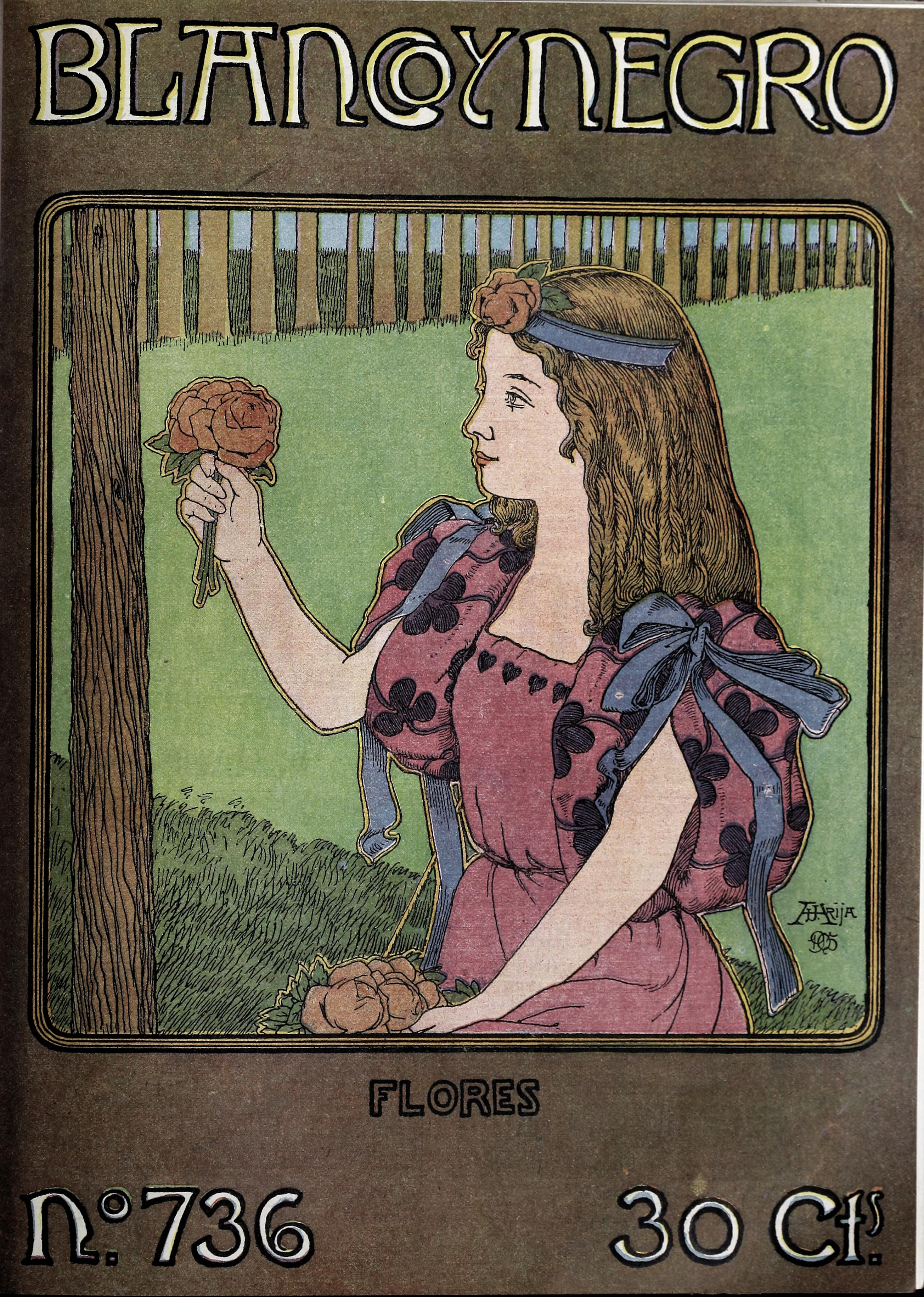
«Flores»
«Piscis»
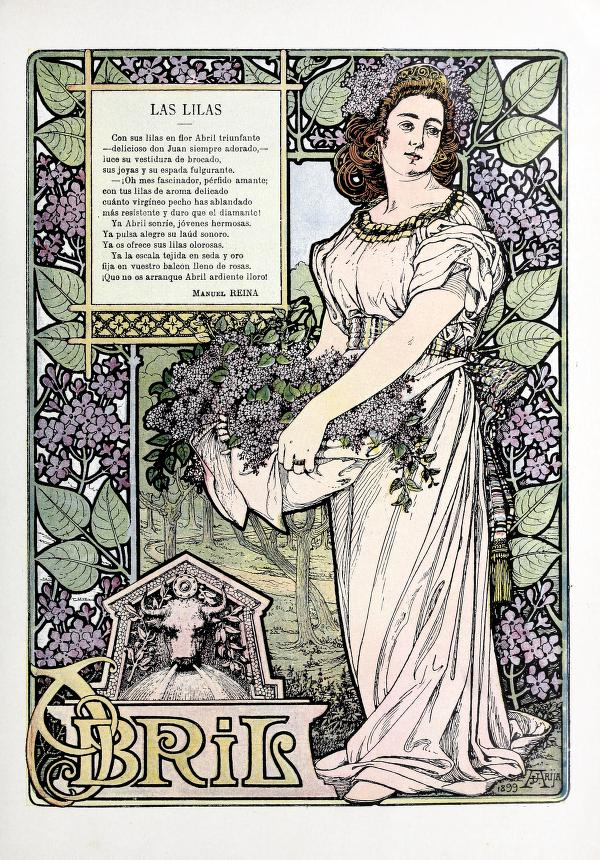
«Abril»
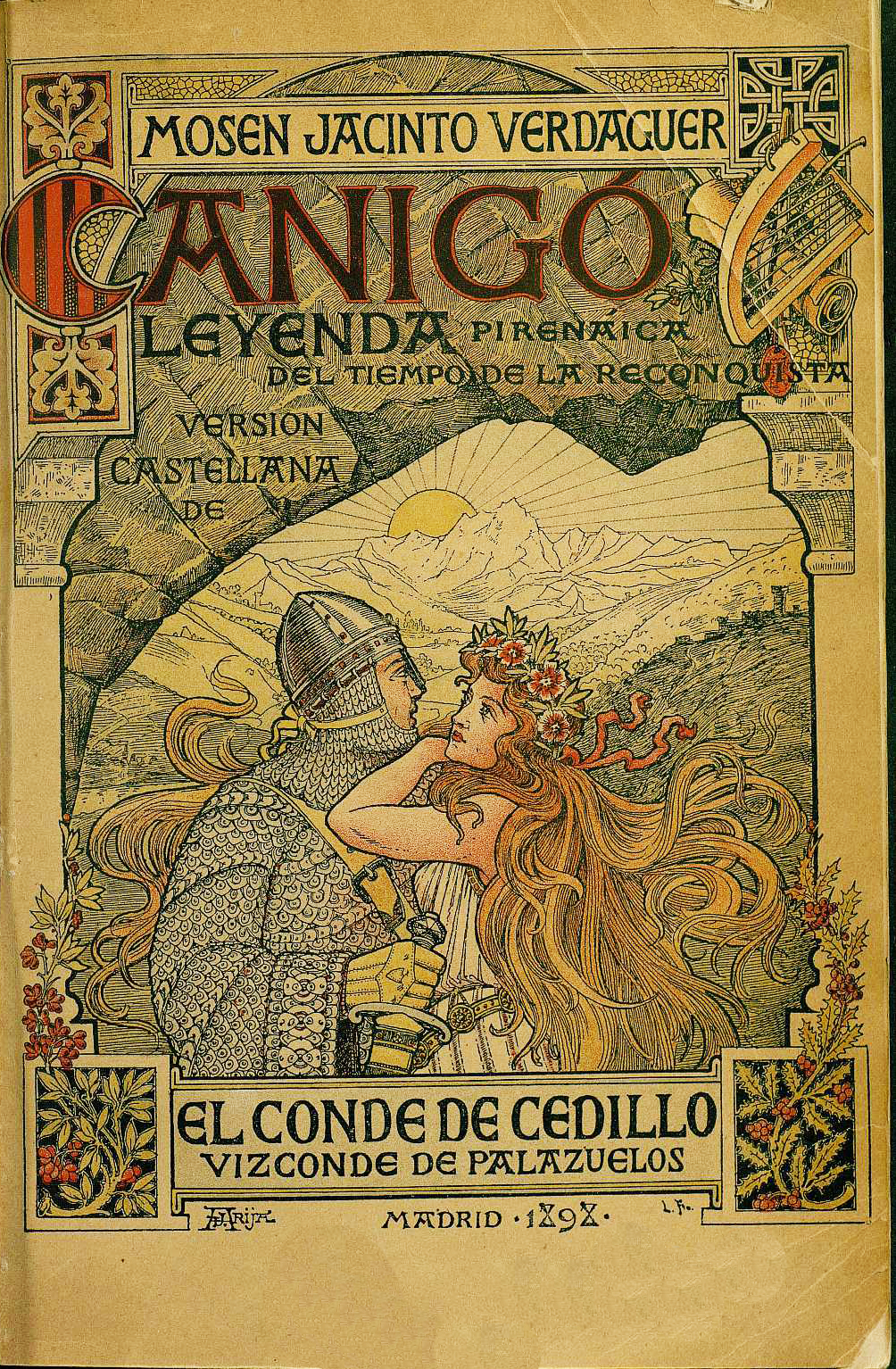
Canigó
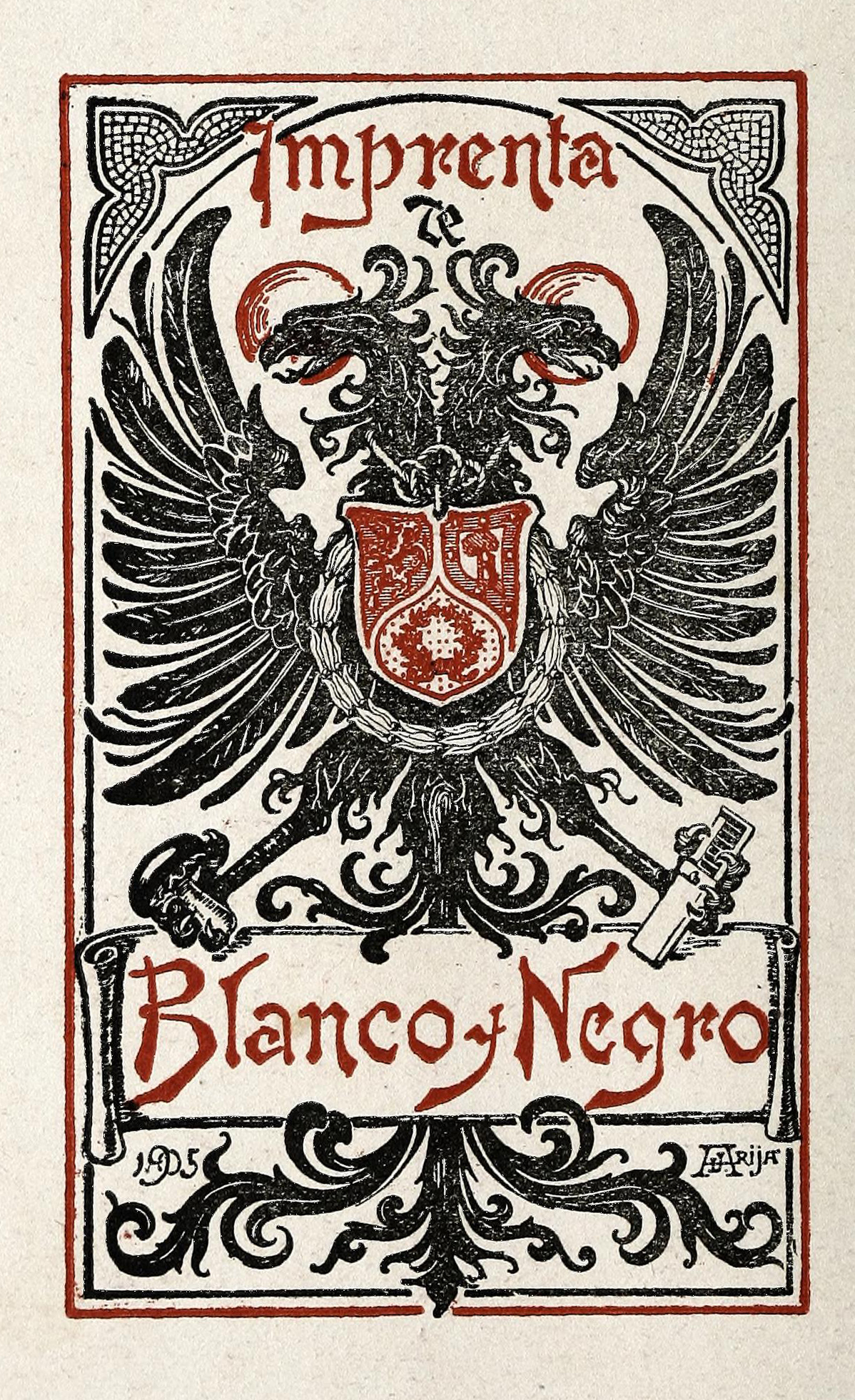
Blanco y Negro
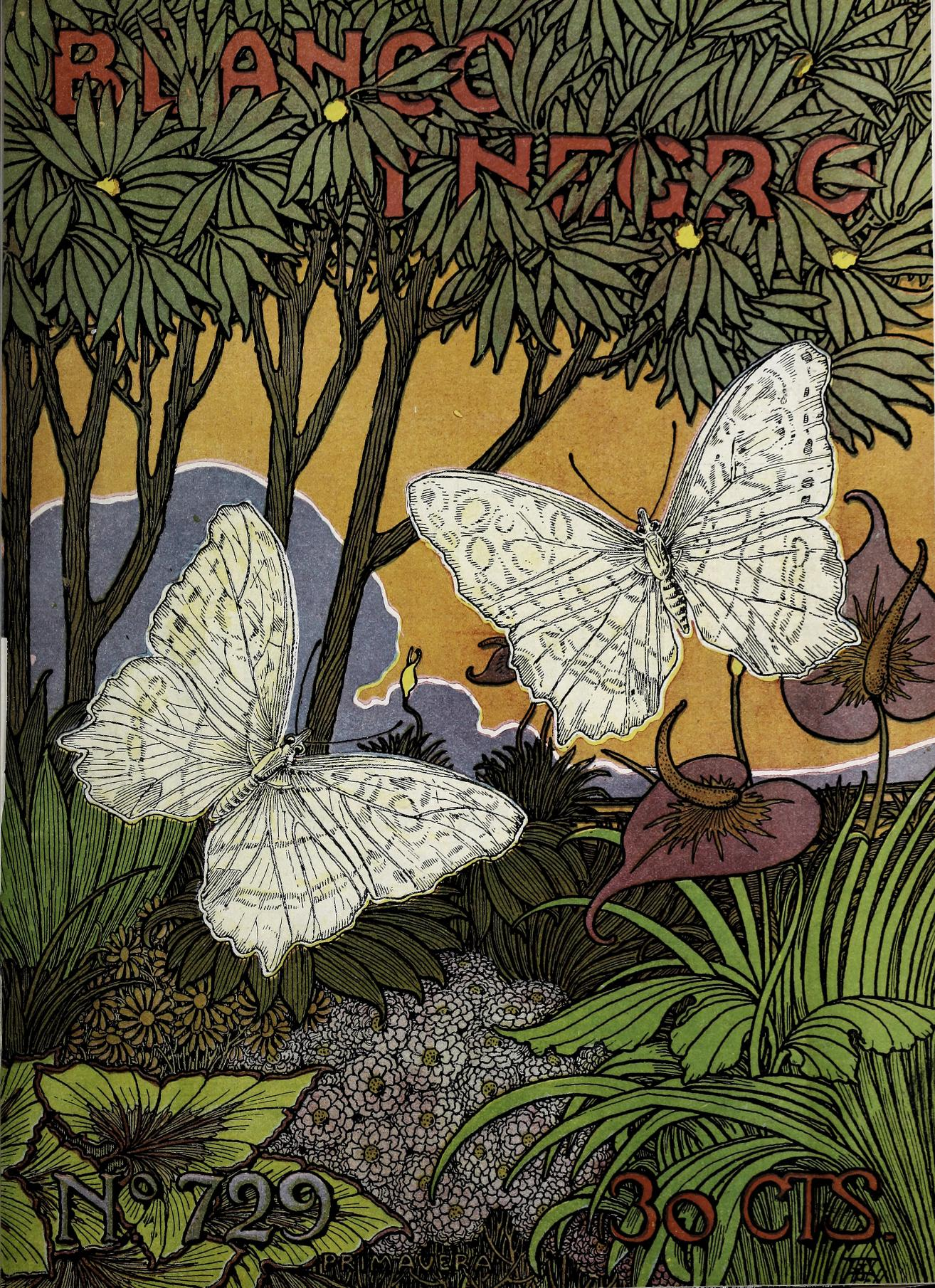
«Primavera»